# Predio Santa Cruz de las Huertas
Predio Santa Cruz de las Huertas är en ort i Mexiko.   Den ligger i kommunen Canatlán och delstaten Durango, i den centrala delen av landet, 800 km nordväst om huvudstaden Mexico City. Predio Santa Cruz de las Huertas ligger 1 953 meter över havet och antalet invånare är 137.
Terrängen runt Predio Santa Cruz de las Huertas är varierad. Runt Predio Santa Cruz de las Huertas är det glesbefolkat, med 9 invånare per kvadratkilometer. Närmaste större samhälle är Canatlán, 2,7 km söder om Predio Santa Cruz de las Huertas. Trakten runt Predio Santa Cruz de las Huertas består till största delen av jordbruksmark.